# Consolida tuntasiana
Consolida tuntasiana és una espècie de plantes amb flors del gènere dels esperons de la família de les ranunculàcies.

## Descripció
Consolida tuntasiana és una petita planta anual herbàcia amb una alçada de 5-15 cm. La seva tija és erecta, senzilla, amb poques branques a la base i poc peluda. Les seves flors són de color porpra-violeta i tenen entre 2 a 6 flors. La seva època de floració és des del mes maig fins a principis de juny.

## Distribució i hàbitat
Consolida tuntasiana és endèmic del sud de Grècia, on creix a les muntanyes Geraneia, Kithaironas, Elikonas i Patera (en una nova ubicació) de la Grècia Central i les muntanyes Arachneos i Koulochera del Peloponès, entre els 750 i 1300 m. Creix en vessants pedregosos i rocosos, tarteres, clarianes forestals amb avets, planes i zones de grava. Aquesta espècie és considerada que està en perill d'extinció.

## Taxonomia
Consolida tuntasiana va ser descrita per Soó i publicat a Oesterreichische Botanische Zeitschrift 71: 239, a l'any 1922.
Etimologia
Vegeu:Consolida
tuntasiana: epítet
Sinonímia
- Delphinium tuntasianum (Halácsy)[3]